# جایزه بزرگ ژاپن ۲۰۲۲
جایزه بزرگ ژاپن ۲۰۲۲ (که به‌طور رسمی با نام فرمول ۱ هوندا جایزه بزرگ ژاپن ۲۰۲۲ شناخته می‌شود) یک مسابقه اتومبیل‌رانی فرمول یک است که در تاریخ ۹ اکتبر ۲۰۲۲ در پیست سوزوکا در سوزوکا، ژاپن برگزار می‌شود. این مسابقه  هجدهمین دور از مسابقات فرمول یک فصل ۲۰۲۲ است.

## تعیین خط

### رده‌بندی تعیین خط
| جایگاه              | راننده         | شماره | تیم                       | زمان‌ها    | زمان‌ها    | زمان‌ها    | نوبت نهایی |
| جایگاه              | راننده         | شماره | تیم                       | مرحله اول | مرحله دوم | مرحله سوم | نوبت نهایی |
| ------------------- | -------------- | ----- | ------------------------- | --------- | --------- | --------- | ---------- |
| ۱                   | ماکس فرستاپن   | ۱     | ردبول ریسینگ-آربی‌پی‌تی     | ۱:۳۰٫۲۲۴  | ۱:۳۰٫۳۴۶  | ۱:۲۹٫۳۰۴  | ۱          |
| ۲                   | شارل لکلرک     | ۱۶    | فراری                     | ۱:۳۰٫۴۰۲  | ۱:۳۰٫۴۸۶  | ۱:۲۹٫۳۱۴  | ۲          |
| ۳                   | کارلوس ساینز   | ۵۵    | فراری                     | ۱:۳۰٫۳۳۶  | ۱:۳۰٫۴۴۴  | ۱:۲۹٫۳۶۱  | ۳          |
| ۴                   | سرجیو پرز      | ۱۱    | ردبول ریسینگ-آربی‌پی‌تی     | ۱:۳۰٫۶۲۲  | ۱:۲۹٫۹۲۵  | ۱:۲۹٫۷۰۹  | ۴          |
| ۵                   | استابان اوکون  | ۳۱    | آلپاین-رنو                | ۱:۳۰٫۶۹۵  | ۱:۳۰٫۳۵۷  | ۱:۳۰٫۱۶۵  | ۵          |
| ۶                   | لوییس همیلتون  | ۴۴    | مرسدس                     | ۱:۳۰٫۹۰۶  | ۱:۳۰٫۴۴۳  | ۱:۳۰٫۲۶۱  | ۶          |
| ۷                   | فرناندو آلونسو | ۱۴    | آلپاین-رنو                | ۱:۳۰٫۶۰۳  | ۱:۳۰٫۳۴۳  | ۱:۳۰٫۳۲۲  | ۷          |
| ۸                   | جورج راسل      | ۶۳    | مرسدس                     | ۱:۳۰٫۸۶۵  | ۱:۳۰٫۴۶۵  | ۱:۳۰٫۳۸۹  | ۸          |
| ۹                   | سباستین فتل    | ۵     | استون مارتین آرامکو-مرسدس | ۱:۳۱٫۲۵۶  | ۱:۳۰٫۶۵۶  | ۱:۳۰٫۵۵۴  | ۹          |
| ۱۰                  | لاندو نوریس    | ۴     | مک‌لارن-مرسدس              | ۱:۳۰٫۸۸۱  | ۱:۳۰٫۴۷۳  | ۱:۳۱٫۰۰۳  | ۱۰         |
| ۱۱                  | دنیل ریکیاردو  | ۳     | مک‌لارن-مرسدس              | ۱:۳۰٫۸۸۰  | ۱:۳۰٫۶۵۹  | —         | ۱۱         |
| ۱۲                  | والتری بوتاس   | ۷۷    | آلفارومئو-فراری           | ۱:۳۱٫۲۲۶  | ۱:۳۰٫۷۰۹  | —         | ۱۲         |
| ۱۳                  | یوکی سونودا    | ۲۲    | آلفاتاوری-آربی‌پی‌تی        | ۱:۳۱٫۱۳۰  | ۱:۳۰٫۸۰۸  | —         | ۱۳         |
| ۱۴                  | گوانیو ژو      | ۲۴    | آلفارومئو-فراری           | ۱:۳۰٫۸۹۴  | ۱:۳۰٫۹۵۳  | —         | ۱۴         |
| ۱۵                  | میک شوماخر     | ۴۷    | هاس-فراری                 | ۱:۳۱٫۱۵۲  | ۱:۳۱٫۴۳۹  | —         | ۱۵         |
| ۱۶                  | الکساندر آلبون | ۲۳    | ویلیامز-مرسدس             | ۱:۳۱٫۳۱۱  | —         | —         | ۱۶         |
| ۱۷                  | پیر گاسلی      | ۱۰    | آلفاتاوری-آربی‌پی‌تی        | ۱:۳۱٫۳۲۲  | —         | —         | پیت‌لین۱    |
| ۱۸                  | کوین مگنوسن    | ۲۰    | هاس-فراری                 | ۱:۳۱٫۳۵۲  | —         | —         | ۱۷         |
| ۱۹                  | لانس استرول    | ۱۸    | استون مارتین آرامکو-مرسدس | ۱:۳۱٫۴۱۹  | —         | —         | ۱۸         |
| ۲۰                  | نیکلاس لطیفی   | ۶     | ویلیامز-مرسدس             | ۱:۳۱٫۵۱۱  | —         | —         | ۱۹۲        |
| زمان ۱۰۷٪: ۱:۳۶٫۵۳۹ |                |       |                           |           |           |           |            |
| منابع:              |                |       |                           |           |           |           |            |

یادداشت‌ها
- ^ ۱ – پیر گاسلی رتبه هفدهم را کسب کرد، اما به دلیل اصلاحات در مجموعه بال عقب، بالاست بال جلو و تنظیم سیستم تعلیق، باید مسابقه را از پیت‌لین شروع کند.[۴]
- ^ ۲ – نیکلاس لطیفی به دلیل برخورد با گوانیو ژو در مسابقه قبل یک جریمه پنج رده‌ای دریافت کرد.[۵] او در رده نوزدهم مسابقه را شروع خواهد کرد زیرا گاسلی باید مسابقه را از پیت‌لین شروع کند.[۴]

## مسابقه

### رده‌بندی مسابقه
| جایگاه                                                        | شماره | راننده         | سازنده                    | دور | زمان        | امتیاز |
| ------------------------------------------------------------- | ----- | -------------- | ------------------------- | --- | ----------- | ------ |
| ۱                                                             | ۱     | ماکس فرستاپن   | ردبول ریسینگ-آربی‌پی‌تی     | ۲۸  |             | ۲۵     |
| ۲                                                             | ۱۱    | سرجیو پرز      | ردبول ریسینگ-آربی‌پی‌تی     | ۲۸  |             | ۱۸     |
| ۳                                                             | ۱۶    | شارل لکلرک     | فراری                     | ۲۸  |             | ۱۵     |
| ۴                                                             | ۳۱    | استابان اوکون  | آلپاین-رنو                | ۲۸  |             | ۱۲     |
| ۵                                                             | ۴۴    | لوییس همیلتون  | مرسدس                     | ۲۸  |             | ۱۰     |
| ۶                                                             | ۵     | سباستین فتل    | استون مارتین آرامکو-مرسدس | ۲۸  |             | ۸      |
| ۷                                                             | ۱۴    | فرناندو آلونسو | آلپاین-رنو                | ۲۸  |             | ۶      |
| ۸                                                             | ۶۳    | جورج راسل      | مرسدس                     | ۲۸  |             | ۴      |
| ۹                                                             | ۶     | نیکلاس لطیفی   | ویلیامز-مرسدس             | ۲۸  |             | ۲      |
| ۱۰                                                            | ۴     | لاندو نوریس    | مک‌لارن-مرسدس              | ۲۸  |             | ۱      |
| ۱۱                                                            | ۳     | دنیل ریکیاردو  | مک‌لارن-مرسدس              | ۲۸  |             |        |
| ۱۲                                                            | ۱۸    | لانس استرول    | استون مارتین آرامکو-مرسدس | ۲۸  |             |        |
| ۱۳                                                            | ۲۲    | یوکی سونودا    | آلفاتاوری-آربی‌پی‌تی        | ۲۸  |             |        |
| ۱۴                                                            | ۲۰    | کوین مگنوسن    | هاس-فراری                 | ۲۸  |             |        |
| ۱۵                                                            | ۷۷    | والتری بوتاس   | آلفارومئو-فراری           | ۲۸  |             |        |
| ۱۶                                                            | ۲۴    | گوانیو ژو      | آلفارومئو-فراری           | ۲۸  |             |        |
| ۱۷                                                            | ۴۷    | میک شوماخر     | هاس-فراری                 | ۲۸  |             |        |
| ۱۸                                                            | ۱۰    | پیر گسلی       | آلفاتاوری-آربی‌پی‌تی        | ۲۸  |             |        |
| ب.                                                            | ۵۵    | کارلوس ساینز   | فراری                     | ۰   | تصادف       |        |
| ب.                                                            | ۲۳    | الکساندر آلبون | ویلیامز-مرسدس             | ۰   | آسیب برخورد |        |
| سریع‌ترین دور: گوانیو ژو (آلفارومئو-فراری) - ۱:۴۴٫۴۱۱ (دور ۲۰) |       |                |                           |     |             |        |
| منابع:                                                        |       |                |                           |     |             |        |

یادداشت‌ها

## رده‌بندی قهرمانی پس از مسابقه
جدول رده‌بندی قهرمانی رانندگان
| ت. ج  | جایگاه | راننده       | امتیازات |
| ----- | ------ | ------------ | -------- |
|       | ۱      | ماکس فرستاپن | ۳۶۶      |
| ۱     | ۲      | سرجیو پرز    | ۲۵۳      |
| ۱     | ۳      | شارل لکلرک   | ۲۵۲      |
|       | ۴      | جورج راسل    | ۲۰۷      |
|       | ۵      | کارلوس ساینز | ۲۰۲      |
| منبع: |        |              |          |

جدول رده‌بندی قهرمانی سازندگان
| ت. ج  | جایگاه | سازنده                | امتیازات |
| ----- | ------ | --------------------- | -------- |
|       | ۱      | ردبول ریسینگ-آربی‌پی‌تی | ۶۱۹      |
|       | ۲      | فراری                 | ۴۵۴      |
|       | ۳      | مرسدس                 | ۳۸۷      |
| ۱     | ۴      | آلپاین-رنو            | ۱۴۳      |
| ۱     | ۵      | مک‌لارن-مرسدس          | ۱۳۰      |
| منبع: |        |                       |          |

- یادداشت: فقط پنج رده برتر برای هر دو مجموعه رده‌بندی قرار داده شده است.